# Hexatoma regina
Hexatoma regina är en tvåvingeart. Hexatoma regina ingår i släktet Hexatoma och familjen småharkrankar.

## Underarter
Arten delas in i följande underarter:
- H. r. kiuhuana
- H. r. regina